# Възкресение на Мъглен
„Възкресение на Мъглен“ (на сръбски: Васкрс на Моглену) е сръбска театрална постановка от 2019 година по романа на Стеван Яковлевич „Сръбска трилогия“.
В пиесата се разказва за битка на Солунския фронт по време на Първата световна война в областта Мъглен, състояла се на 5 май 1918 година - Великден, когато български и сръбски войници спират сражението и се поздравяват за празника.
Премиерата на постановката е на сцената на Нишкия театър. Режисьор е Деян Цицмилович, сценарист - Александър Михайлович, а в ролите са Александра Аризанович, Деян Цицмилович и Александър Михайлович.
Предстои заснемане на игрално-документална българо-сръбска филмова копродукция.